# Ciclismo su pista ai I Giochi panamericani giovanili
Le competizioni di ciclismo su pista ai I Giochi panamericani giovanili si sono svolte dal 26 al 29 novembre 2021 a Cali, in Colombia

## Podi

### Ragazzi
| Evento                 | Oro                                                                        | Argento                                                           | Bronzo                                                            |
| Sprint                 | Cristian Ortega                                                            | Carlos Echeverri                                                  | Lucas Oscar Vilar                                                 |
| Kerin                  | Cristian Ortega                                                            | Lucas Oscar Vilar                                                 | Juan Carlos Ruíz                                                  |
| Sprint a squadre       | Colombia Carlos Echeverri Cristian Ortega Juan Esteban Arenas              | Argentina Juan Manuel Godoy Lucas Oscar Vilar Yoel Agustin Vargas | Messico Francisco Javier Contreras Juan Carlos Ruíz Ridley Malo   |
| Inseguimento a squadre | Colombia Alex Zapata Anderson Arboleda Juan Esteban Guerrero Julián Osorio | Messico Jorge Peyrot José Ramón Muñiz Ricardo Peña Tomas Aguirre  | Cile Alejandro Soto Cristián Arriagada Felipe Pizarro Jacob Decar |
| Madison                | Messico Jorge Peyrot José Ramón Muñiz                                      | Cile Cristián Arriagada Felipe Pizarro                            | Brasile Otávio Augusto Gonzeli Pedro Volpato Rossi                |
| Omnium                 | Anderson Arboleda                                                          | Ricardo Peña                                                      | Jacob Thomas Decar                                                |

### Ragazze
| Evento                 | Oro                                                                  | Argento                                                                | Bronzo                                                           |
| Sprint                 | Marianis Salazar                                                     | María Vizcaíno                                                         | Natalia Vera                                                     |
| Kerin                  | Marianis Salazar                                                     | Valeria Cardozo                                                        | Valentina Luna                                                   |
| Sprint a squadre       | Colombia Marianis Salazar Valeria Cardozo Yarli Mosquera             | Messico María Vizcaíno Melanie Ramírez Sofía Martínez                  | Argentina Milagros Sanabria Natalia Vera Valentina Luna          |
| Inseguimento a squadre | Colombia Elizabeth Castaño Lina Rojas Lina Hernández Mariana Herrera | Messico Nicole Córdova Romina Hinojosa Victoria Velasco Yareli Acevedo | Cile Catalina Soto Khamila Sepúlveda Nya Mansilla Scarlet Cortés |
| Madison                | Messico Victoria Velasco Yareli Acevedo                              | Colombia Lina Rojas Lina Hernández                                     | Cile Catalina Soto Scarlet Cortés                                |
| Omnium                 | Lina Hernández                                                       | Yareli Acevedo                                                         | Maribel Aguirre                                                  |